# Francesc Pérez Bayer
Francesc Pérez Baier (València, 1711-1794) va ser un filòleg, numismàtic i jurista valencià.

## Biografia
Va néixer al número 6 del carrer Palomar de la ciutat de València l'11 de novembre de 1711 i l'endemà passat va ser batejat a l'església de Sant Joan del Mercat d'aquesta mateixa ciutat. El seu pare, Pedro Pérez la Huerta, era natural de Saldón (Terol). La seva mare, Josepa Maria Baier Nos, era natural de Castelló, igual que els seus avis materns, Pere Baier i Maria Nos Cominges. La família posseïa nombroses terres en el que després seria anomenat Benicàssim. Va iniciar els primers estudis entre Benicàssim i València; a la Universitat de València va estudiar Teologia. Va estudiar batxillerat en cànons a Gandia. Atret per les lleis, es va traslladar a Salamanca per completar els estudis de tots dos drets, i arribà a formar part de l'Acadèmia Jurídica de Salamanca. Originàriament, escrivia Perez sense accent i Bayér amb accent, encara que ocasionalment també el perdria.
L'any 1738 va marxar de nou a València, com a secretari de l'arquebisbe Mayoral, fins que va aconseguir la plaça de catedràtic d'hebreu a la Universitat de Salamanca. L'any 1749 va ser associat al costat del jesuïta Andrés Marcos Burriel en la Comissió d'Arxius, amb la comesa d'ordenar els arxius de Toledo i d'El Escorial.
Després del canvi de govern de Ferran VI i l'expulsió dels jesuïtes del govern, Pérez Baier es va guanyar el favor del nou govern presidit per Ricardo Wall, i de personatges com Campomanes. En aquells dies se'n va anar amb una beca a Itàlia, on a més de conrear la passió per les antiguitats, va tenir l'oportunitat de conèixer personalment el gran hebraista Biagio Ugolino i el futur monarca Carles III. A la seva tornada a Espanya va ser nomenat canonge tresorer de la catedral de Toledo, i va realitzar el catàleg de manuscrits de la biblioteca d'El Escorial. Arran de l'expulsió dels jesuïtes va ser nomenat preceptor dels infants reials, des d'on va començar a influir sobre la política cultural del govern, en àmbits com la reforma de la universitat i dels col·legis majors. Va ser llavors quan va començar a situar els seus fidels en els principals càrrecs culturals, com els Reials Estudis de San Isidro, la plaça de cronista d'Índies, o el rectorat de la Universitat de València.
Va accedir a la plaça de bibliotecari major de la Biblioteca Reial l'any 1783 desplaçant el seu enemic i pretendent al mateix lloc Juan de Santander, i va dirigir tan important institució fins al 1794, emprenent nombrosos projectes, com per exemple la reedició de les importants bibliografies de Nicolás Antonio. Va ser nomenat acadèmic d'honor de Sant Petersburg i Gotinga, va participar molt activament en els projectes de la Reial Acadèmia de la Història i va fer un viatge arqueològic per Andalusia i Portugal que ens va deixar manuscrit. Fou autor de nombroses obres sobre temes històrics i literaris, i sobre llengües orientals, com l'hebreu i el fenici. Va entrar a formar part com a soci de la Reial Societat Econòmica d'Amics del País de València en 1776.

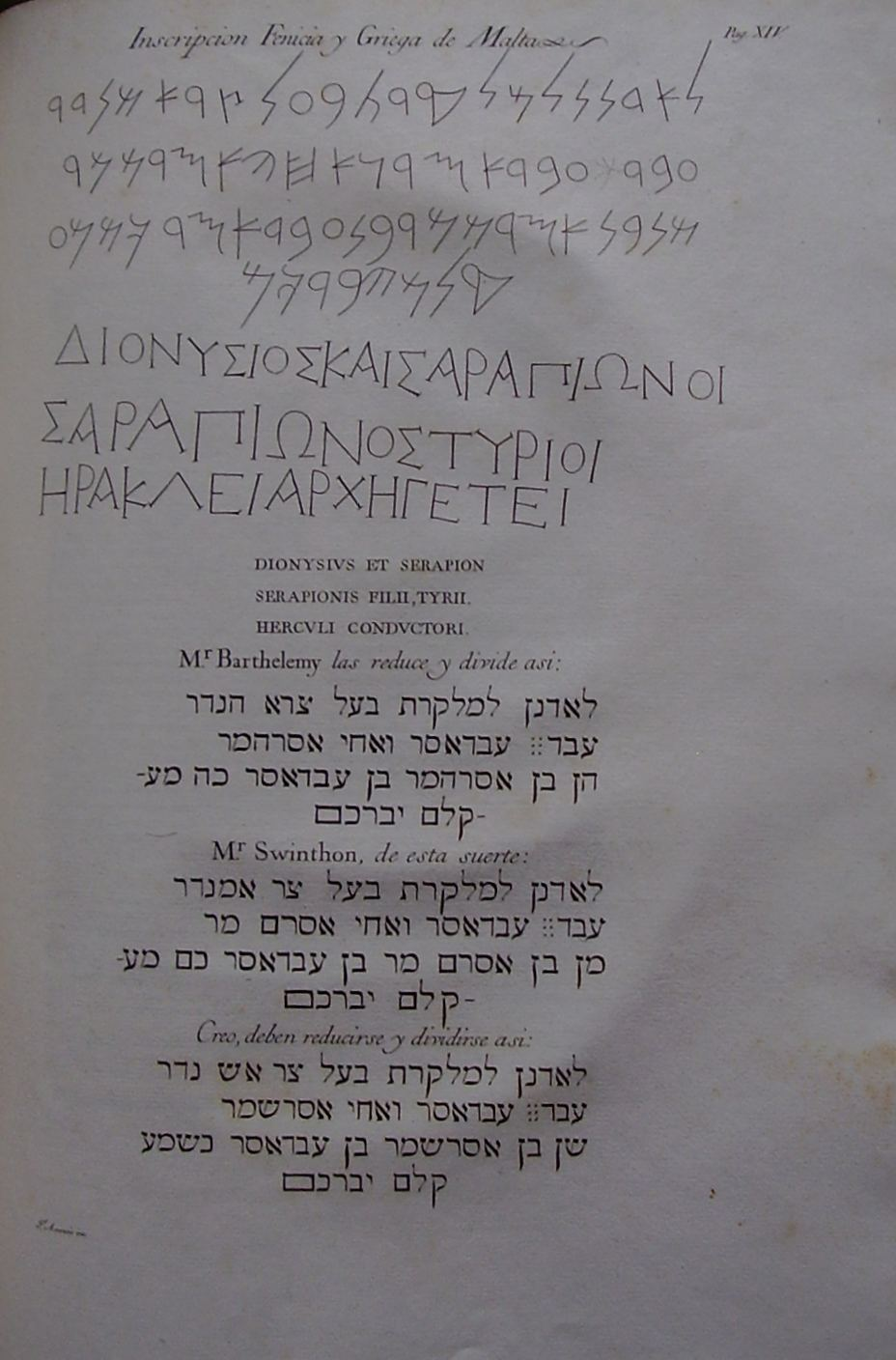
Inscripció fenícia i grega de Malta interpretada per primera vegada per Pérez Baier (1722).

Va ser canonge dels capítols de València, Barcelona, Salamanca i Toledo; catedràtic d'hebreu a València i Salamanca; arabista, filòleg, hel·lenista, llatinista, arqueòleg i numismàtic. Existeix un retrat seu en el paranimf de la Universitat de València.
La decisió de Pérez Baier de construir una església a Benicàssim coincideix en dates amb la llavors recent desaparició del conegut actualment com a monestir vell del Desert de les Palmes. A les seves expenses i obtingut el beneplàcit de sa majestat, Pérez Baier va manar construir l'església en els terrenys que tenia enfront de la seva casa; aquesta decisió es considera que va propiciar la definitiva fundació de Benicàssim, ja que va tenir el mèrit d'aglutinar al voltant d'aquella església tots els veïns, fins llavors disseminats en petits nuclis de població i en masos.
Va escriure nombrosos llibres, fins a l'extrem que Marcelino Menéndez y Pelayo diu que les seves obres fan època en l'estudi de la numismàtica hebrea. Francisco Cantó afirma que va ser precisament a Benicàssim on Pérez Baier va escriure la seva última obra. Es tracta d'una controvèrsia que mantenia amb el savi prussià Dr. Olav Gerardo Tichen per l'obra publicada per Pérez Baier titulada Vindiciae. La contrarèplica es titulava Legitimidad de las monedas hebreo-samaritanas. Confutación de la diatriba de nummis hebraciis de Olav Gerardo Tichsen. València, 1793.
Francesc Pérez Baier va ser un dels personatges més influents de l'Espanya del segle xviii, que des de la cort va saber guanyar-se l'amistat del monarca, dels ministres, i d'influents personalitats que li van permetre situar-se en les més altes responsabilitats polítiques, culturals i religioses del moment. La defunció de Pérez Baier va ser sentida i va constituir motiu de comentaris en tots els ambients culturals d'Espanya.
L'entitat cultural Acció pel Patrimoni Valencià, amb l'ajuda de l'Ajuntament de Benicàssim, va acordar el 26 de gener de 2008, en un acte cultural i civil a la catedral de València, proclamar l'any 2011 Any de la Il·lustració Valenciana, ja que va ser el tercer centenari del naixement de Francesc Pérez Baier.

## Obres
- Catálogo de la Real Biblioteca de El Escorial. Damaiuis et Laurentius Hispani, Roma, 1756.
- Del alfabeto y lengua de los fenicios y sus colonias, 1772.
- Viajes literarios. València: Institució Alfonso el Magnànim, 1998.
- Etimología de la lengua castellana.
- Viaje arqueológico desde Valencia a Andalucía y Portugal.
- De numis Hebraeo-Samaritanis
- De toletano hebraeorum templo
- Instituciones de la lengua hebrea.
- Origen de las voces españolas derivades de las voces hebreas.